# Station Villeneuve-Prairie
Station Villeneuve - Prairie was een spoorwegstation aan de spoorlijn Paris-Lyon - Marseille-Saint-Charles. Het lag in de Franse gemeente Choisy-le-Roi in het departement Val-de-Marne (Île-de-France).

## Geschiedenis
Dit station is op 15 december 2013 gesloten, vanwege een laag aantal reizigers (795 per dag). Het station is vervangen door het station Créteil - Pompadour.

## Ligging
Het station lag op kilometerpunt 10,457 van de spoorlijn Paris-Lyon - Marseille-Saint-Charles.

## Diensten
Het station werd bij de sluiting aangedaan door treinen van de RER D tussen Goussainville/Villiers-le-Bel - Gonesse en Corbeil-Essonnes via Ris-Orangis